# Renåtjärnen
Renåtjärnen är en sjö i Strömsunds kommun i Jämtland och ingår i Ångermanälvens huvudavrinningsområde. Sjön har en area på 0,101 kvadratkilometer och ligger 306 meter över havet.

## Delavrinningsområde
Renåtjärnen ingår i det delavrinningsområde (710692-146660) som SMHI kallar för Utloppet av Renåtjärnen. Medelhöjden är 374 meter över havet och ytan är 3,76 kvadratkilometer. Räknas de 32 avrinningsområdena uppströms in blir den ackumulerade arean 136,21 kvadratkilometer. Edsån (Rusvattenån) som avvattnar avrinningsområdet har biflödesordning 3, vilket innebär att vattnet flödar genom totalt 3 vattendrag innan det når havet efter 227 kilometer. Avrinningsområdet består mestadels av skog (89 procent). Avrinningsområdet har 0,1 kvadratkilometer vattenytor vilket ger det en sjöprocent på 2,8 procent.